# Si me permiten hablar...
Si me permiten hablar... es un libro escrito por la socióloga feminista brasileña Moema Viezzer, que recoge el testimonio y la historia de vida de Domitila Barrios de Chungara, la más célebre de las mujeres mineras de Bolivia en todo el mundo. Se trata de "el libro de autor boliviano (aparte de libros religiosos y textos constitucionales) que más ediciones, reediciones y traducciones ha tenido".

## Ediciones
La primera edición fue realizada por Sigle XX Editores en 1977, la segunda edición, aumentada y corregida, en 1978, se publicó una quinta edición en 1980 y la primera edición digital en 2005.
La primera edición boliviana fue publicada por el Ministerio de Culturas de Bolivia, el año 2016.
Luego, ha sido publicada en 2018 como parte de la Biblioteca del Bicentenario de Bolivia, lo que ha permitido que tenga "un reconocimiento más global dentro de Bolivia, como uno de los 200 libros más representativos del país que deberían estar en toda biblioteca y unidad educativa pública, y que todo boliviano debería poder leer", en palabras de Xavier Albó.

## Valor literario e histórico
El texto testimonial de Chungara describe su labor de palliri , trabajadora minera y su transformación en líder sindical, organizando a las mujeres para su supervivencia en un momento de crisis minera en Bolivia. Las características del lenguaje de Chungara son analizadas como un valor literario y el texto es considerado como paradigmático de la escritura testimonial de mujeres.
Es uno de los pocos relatos que describe la labor minera en voz de quienes ejecutan el trabajo, y su valor histórico radica en la lectura de la situación social y económica de los mineros en un país que llegó a ser el segundo productor mundial de estaño. El testimonio ilustra la vivencia de los grupos de trabajadores mineros en diferentes etapas del país pasando por el periodo posterior a la guerra del Chaco (1932-1935), guerra en la que el padre de Barrios fue combatiente, la revolución del 52, la Masacre de San Juan de 1967, y el gobierno dictatorial de Hugo Bánzer Súarez en 1971, a quien se enfrentaría con una huelga, el periodo de relocalización de los mineros tras la implementación del Decreto 21060 en 1985, tras el cual se implementaron medidas neoliberales en Bolivia y se despidieron a los mineros hasta entonces contratados por el estado.

El libro fue escrito a partir de las intervenciones de Domitila Barrios durante la Tribuna del Año Internacional de la Mujer en 1975 especialmente notoria por su perspectiva como campesina y mujer de clase trabajadora ocasión tomada por la feminista Viezzer para recoger el testimonio, Barrios expresaría en la propia obra las condiciones de circulación de su relato,:
“quiero  que  sirva  para  la  clase trabajadora  y  no  solamente  para gentes  intelectuales  o  para personas  que nomás negocian con estas cosas”
En sus posiciones Barrios contrapone el socialismo con el machismo y el feminismo y considera que ambas son "armas del imperialismo". Establecía la prioridad de las reivindicaciones en la lucha contra la pobreza y discriminación y la injusticia social, criticando las prioridades del debate de las representantes de los países industrializados con propuestas sobre igualdad de oportunidades, los anticonceptivos y la libertad individual.